# Arhytis dravida
Arhytis dravida är en stekelart som beskrevs av Gupta 1983. Arhytis dravida ingår i släktet Arhytis och familjen brokparasitsteklar. Inga underarter finns listade.